# ありま猛
ありま 猛（ありま たけし、1954年1月 - ）は、日本の漫画家。鹿児島県出身。本名：有馬猛。初期の頃はありゃま猛というペンネームを使用していたこともあった。

## 来歴
児童養護施設で育ち、15歳のときに退所。1969年に漫画家を志し上京後、集団就職でボルトナットの工場で働く。やりたい画風と住所が近かったということからあだち勉（あだち充の兄）のもとを訪ね、アシスタントになる。
1971年に『週刊少年ジャンプ』（集英社）に掲載された『よい子』でデビュー。その後あだち勉の紹介で古谷三敏の『ファミリー企画』に入り、9年間在籍したのち1981年に独立。『劇画ダッシュ』（リイド社）で再びデビューを果たす。その後は大きなヒット作も無くマイナー系雑誌を中心に活動する。
2018年頃よりかつての作品が電子書籍化され、無料で閲覧できる公認サイト「マンガ図書館Z」でも公開されていたが、2020年5月、SNS上の口コミから、パチンコ漫画雑誌に1994年から1997年にかけて連載していた『連ちゃんパパ』が話題となり、作者のありまにも注目が集まる。『連ちゃんパパ』と『御意見無用』がKADOKAWAより紙の単行本化。6月に発表されたインタビューにて、師であるあだち勉を主役とした漫画制作の意向を示し、あだち充の協力を得て2020年9月より、サンデーうぇぶりにて『あだち勉物語 〜あだち充を漫画家にした男〜』連載開始。

## 作品

### ありま猛名義
- よい子（週刊少年ジャンプ1971年11月29日号、集英社）[7]
- よた者（週刊少年ジャンプ1972年4月3日号、集英社）[8]
- ちんちんチョンボくん（別冊テレビランド、徳間書店）
- ざ・大物伝（劇画ダッシュ、リイド社）
- 苦労賭けます（月刊スポコミ、一道社） → 御意見無用（近代麻雀オリジナル、竹書房）※3話以降は改題[3]
- ウエストサイズ物語（作：久保田千太郎、リイドコミック、リイド社）
- 噂のショートホープ（プレイコミック、秋田書店）
- ヨッ！兄弟（カスタムコミック、日本文芸社）※単行本はリイド社発行
- そこそこ草野球（作：東史朗、漫画アクション、双葉社）
- 迷わずOK（リイドコミック、リイド社）
- 麻雀歳時記（近代麻雀オリジナル増刊、竹書房）
- 他人のオレ（作：ウエイツトム、リイドコミック、リイド社）
- 道連れ弁当（作：きり・きりこ、リイドコミック、リイド社）※2004年の単行本発売時に『ぶらり駅弁味な旅』へ改題
- よろしく御指南（コミックBE!、光文社）
- ここいちばん（別冊近代麻雀、竹書房）
- 鶴亀百貨店営業中（作：番太郎、リイドコミック、リイド社）
- 歓迎たけや旅館（リイドコミック、リイド社）
- きっといつかは幸福寺（チャンピオンジャック、秋田書店）
- 船宿大漁丸（つりコミック、辰巳出版） ※単行本は辰巳出版の子会社・綜合図書発行
- 今日も行っちゃいます（GOLFコミック、秋田書店）
- ほっこりゴルフ屋さん（作：がらか文庫、GOLFコミック、秋田書店）
- 連ちゃんパパ（パチプロ7、辰巳出版）
- 勝ち盛り定食（パチプロ7、辰巳出版）
- 真面目に遊んだ日々（特別企画本、少年画報社）※『コミック 天才バカボンの時代なのだ!』寄稿、座談会にも参加
- あだち勉物語 〜あだち充を漫画家にした男〜（協力：あだち充、サンデーうぇぶり・週刊少年サンデーS、小学館）

### ありゃま猛名義
- 荒野のいたちごっこ（別冊テレビランド、徳間書店）
- 天才学園（別冊テレビランド、徳間書店）
- モメ太郎（別冊テレビランド、徳間書店）
- ずうとるび珍道中（原作：滝沢ふじお、中学一年コース、学習研究社）